# Marianne Vind

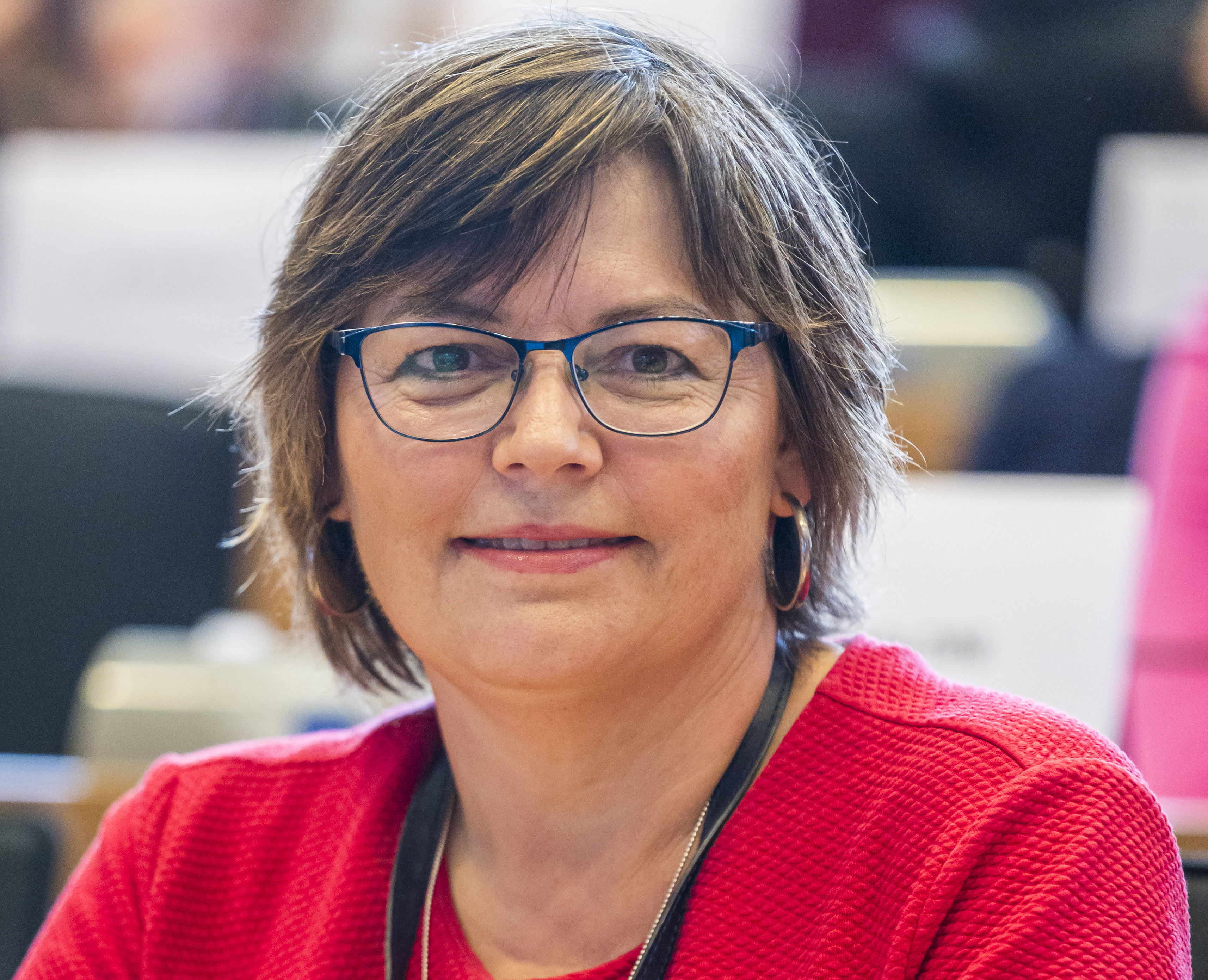
Marianne Vind (2024)

Marianne Vind (geboren am 3. Dezember 1970 in Køge) ist eine dänische Gewerkschafterin und Politikerin (Socialdemokraterne). Seit der Europawahl 2019 ist sie Mitglied des Europäischen Parlaments als Teil der S&D-Fraktion.

## Leben
Marianne Vind wurde am 3. Dezember 1970 in der seeländischen Hafenstadt Køge unweit von Kopenhagen geboren; sie wuchs in Vigersted bei Ringsted und einige Jahre später in Svebølle etwas außerhalb von Kalundborg auf. Ihr Vater war LKW-Fahrer, ihre Mutter Kindererzieherin in einem Waisenhaus, später in einem Kindergarten. Nach ihrer Schulausbildung am Kalundborg Gymnasium (Abschluss 1989), schloss sie eine Ausbildung zur Krankenhauslabortechnikerin ab und arbeitete in verschiedenen Institutionen als Laborassistentin, unter anderem am Rigshospitalet und bei Novozymes. Parallel dazu schloss sie 2016 einen Master in Kommunikationswissenschaften an der Universität Roskilde ab.
Neben ihrer beruflichen Karriere engagierte sich Vind bereits früh gewerkschaftspolitisch. Von 2006 bis 2011 leitete sie die dänische Gewerkschaftsorganisation Dansk Laborant-Forening. Anschließend war sie ab 2011 stellvertretende Vorsitzende der Gewerkschaft HK / Privat, sie übte die Funktion bis 2019 aus. Des Weiteren war sie stellvertretende Vorsitzende der Frauenorganisation Kvinderådet und der Arbeiterorganisation CO-industri.
2009 trat sie der dänischen sozialdemokratischen Partei Socialdemokraterne bei. Für die Europawahl 2019 nominierte ihre Partei sie für den vierten Listenplatz. Bei der Wahl gewann die Partei Stimmen hinzu (plus 2,4 Prozent) und errang damit drei der 13 dänischen Mandate, sodass Vind zunächst, trotz ihrer 27.396 Vorzugsstimmen, den direkten Einzug verpasste. Nachdem der gewählte Jeppe Kofod gleich zu Beginn der Legislatur sein Mandat aufgegeben hatte, um als Außenminister in die dänische Regierung zu wechseln, konnte Vind nachrücken und sein Mandat übernehmen. Sie trat der S&D-Fraktion bei, für die sie Mitglied im Ausschuss für Beschäftigung und soziale Angelegenheiten ist. Des Weiteren ist sie stellvertretendes Mitglied im Ausschuss für Verkehr und Tourismus und im Sonderausschuss zu Krebsbekämpfung.